# Wit-Russische presidentsverkiezingen 2020
De Wit-Russische (of Belarussische) presidentsverkiezingen van 2020 vonden plaats op zondag 9 augustus. De verkiezingen werden gewonnen door zittend president Aleksandr Loekasjenko, die 81% van de stemmen kreeg. Zijn voornaamste tegenkandidaat, Svetlana Tichanovskaja, de vrouw van anti-regeringsblogger Sergej Tichanovski - die in mei van 2020 werd opgepakt - kreeg volgens de officiële cijfers 10% van de stemmen. Volgens de oppositie was de winst voor Loekasjenko te danken aan grootscheepse fraude. Tichanovskaja weigerde de uitslag te erkennen. Volgens de Europese Unie waren de verkiezingen frauduleus verlopen en de Europese commissie weigert om die reden de uitslag van de verkiezingen te erkennen.

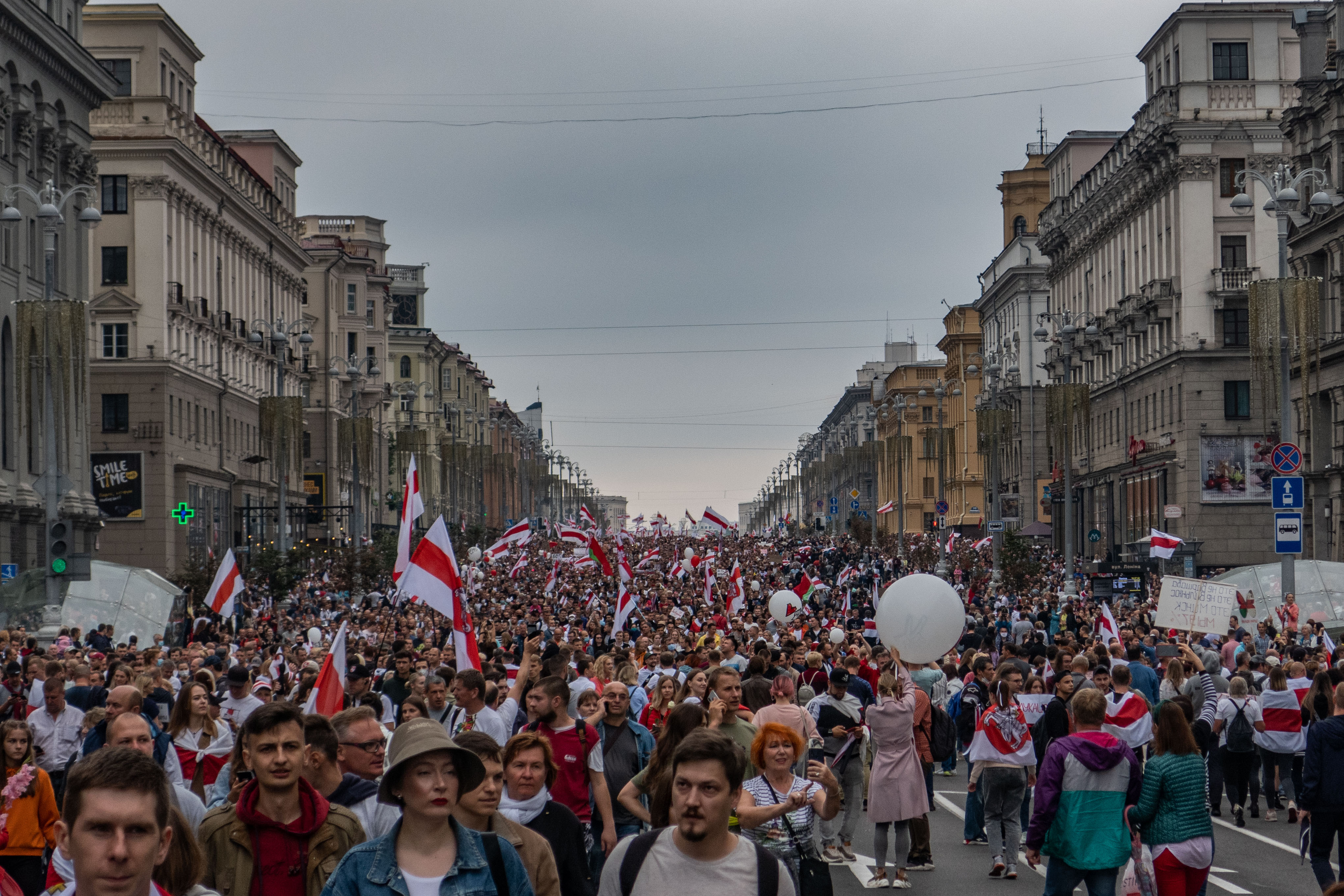
Protestbijeenkomst in Minsk, 23 augustus 2020

## Uitslag
| Afbeelding                       | Naam                             | Partij                           | Stemmen   | Percentage |
| -------------------------------- | -------------------------------- | -------------------------------- | --------- | ---------- |
| Aleksandr Loekasjenko            | Aleksandr Loekasjenko            | Partijloos                       | 4.661.075 | 81,04%     |
| Svetlana Tichanovskaja           | Svetlana Tichanovskaja           | Partijloos                       | 588.619   | 10,23%     |
| Hanna Kanapatskaja               | Hanna Kanapatskaja               | Partijloos                       | 97.489    | 1,69%      |
|                                  | Andrej Dmitrijeu                 | Partijloos                       | 70.671    | 1,23%      |
| Siarhei Tsjeratsjen              | Siarhei Tsjeratsjen              | BSDG                             | 66.613    | 1,16%      |
| Tegen alle kandidaten            | Tegen alle kandidaten            | Tegen alle kandidaten            | 267.363   | 4,65%      |
| Totaal                           | Totaal                           | Totaal                           | 5.751.830 | 100%       |
|                                  |                                  |                                  |           |            |
| Geldige stemmen                  | Geldige stemmen                  | Geldige stemmen                  | 5.751.830 | 98,85%     |
| Ongeldige stemmen/blanco stemmen | Ongeldige stemmen/blanco stemmen | Ongeldige stemmen/blanco stemmen | 67.125    | 1,15%      |
| Totaal uitgebrachte stemmen      | Totaal uitgebrachte stemmen      | Totaal uitgebrachte stemmen      | 5.818.955 | 100%       |
| Opkomst                          | Opkomst                          | Opkomst                          | 6.904.649 | 84,28%     |
| Bron: CEC                        |                                  |                                  |           |            |

## Nasleep
Na de verkiezingen vonden er gedurende de hele zomer grote demonstraties plaats tegen het regime van de president maar deze demonstraties hebben uiteindelijk niet geleid tot diens val.